# Richard Hatfield
Richard Hatfield (ur. 9 kwietnia 1931 w Woodstock, zm. 26 kwietnia 1991 – kanadyjski polityk, premier Nowego Brunszwiku w latach 1970–1987, przywódca Progresywno Konserwatywnej Partii Nowego Brunszwiku (Progressive Conservative Party of New Brunswick) w latach 1967–1987.